# Константин Стоянов
Вижте пояснителната страница за други личности с името Константин Стоянов.
Константин Коцев Хаджистоянов (изписване до 1945 година: Константинъ хаджи Стояновъ) е български инженер и политик.

## Биография
Роден е на 3 декември 1875 година в Кюстенджа, Северна Добруджа. Първоначално учи машинно инженерство във Виена, а след това работи като началник на железопътна тракция в София. От 1905 година става началник на Тракционното отделение към БДЖ. В периода 1921 – 1923 е председател на Българското-инженерно архитектурно дружество. След голямото земетресение през 1928г. става директор на Дирекция за подпомагане и възстановяване на земетръсната област. През 1935 и 1936 година е министър на железниците, пощите и телеграфите. Инициатор за създаване на Национален комитет по енергията. Умира през 1942 година в София.